# Canto General
Canto General è la decima raccolta poetica di Pablo Neruda, pubblicata per la prima volta in Messico, nei Talleres Gráficos de la Nación, nel 1950, ma iniziata a partire dal 1938. L'edizione originale includeva illustrazioni dei muralisti messicani Diego Rivera e David Alfaro Siqueiros.
Il Canto General consta di quindici sezioni, 231 poesie e più di quindicimila versi. Opera tremendamente ambiziosa, vuole essere una cronaca enciclopedica di tutta l'America Latina. Molti critici l'hanno descritto come un testo di poesia epica, poiché il canto è diretto alla natura e all'intera storia del continente americano. Si tratta di un'opera "densa e monumentale, quella di maggiore ampiezza tematica e sintesi americanista che si sia mai realizzata nel continente", secondo le parole di Mario Ferrero.

## Sezioni
Le quindici sezioni o cantos che formano la costruzione del Canto General corrispondono a:
- La lámpara en la tierra: insieme che contiene una visione panoramica naturalista del tessuto sociale delle civiltà precolombiane;
- Alturas de Macchu Picchu: dedicata alle rovine incaiche e al dramma umano dei servi che costruirono quella fortezza. Alcuni critici considerano questo canto il più importante contributo di Pablo Neruda alla storia della poesia;
- Los conquistadores: riflette le alternative storiche e le contraddizioni proprie delle guerre espansioniste della Spagna in America. Sebbene ne condanni il violento saccheggio, stima alcune gesta spagnole;
- Los libertadores: epopea dei difensori della terra americana da Cuauhtémoc, inizia con la descrizione della resistenza indigena e popolare per poi arrivare, attraverso i moti indipendentisti, ai nuovi leader operai (per esempio Luis Emilio Recabarren) e ai traditori del nuovo imperialismo;
- La arena traicionada: ritrae il mondo dei traditori, dei dittatori e dei lacchè, ed inizia col significativo Los Muertos de la Plaza (28 de enero de 1946. Santiago de Chile);
- América, no invoco tu nombre en vano: forma di poesia rituale dedicata alle riserve native e libertarie del continente;
- Canto general de Chile: contiene la descrizione lirica della flora, della fauna e in generale della natura americana, in cui vengono esaltate anche le forme primitive di vita e lavoro delle comunità indigene;
- La tierra se llama Juan: voce anonima dell'insurrezione popolare di fronte agli abusi degli invasori: si tratta di una serie di poesie che fanno riferimento a operai reali di differenti latitudini e che riflettono gli abusi e le sofferenze dei lavoratori;
- Que despierte el leñador: grido di all'erta alla coscienza sociale degli Stati Uniti, destinato a Walt Whitman; forse un preambolo delle future lotte per i diritti civili degli Stati Uniti.
- El fugitivo: resoconto lirico della persecuzione subita dallo stesso Neruda da parte del governo di Gabriel González Videla, che costrinse lui ed i suoi compagni di partito alla clandestinità, oltreché canto di esaltazione alla solarità del popolo cileno;
- Las flores de Punitaqui: ricostruzione delle esperienze personali del poeta nel Cile settentrionale e delle sue esperienze con le organizzazioni operaie;
- Los ríos del canto: omaggio ai lottatori caduti e agli amici che lo accompagnarono nella sua avventura sociale di quei giorni;
- Coral de Año Nuevo para la patria en tinieblas: saluto del fuggitivo a tutti coloro che continuarono a lottare contro il governo di González Videla;
- El gran océano: canto alle cosmogonie e all'esteso litorale dell'America Latina
- Yo soy: vigorosa riaffermazione della sua personalità come simbolo eroico della resistenza popolare nel continente.